# Bataille de Craney Island
Guerre anglo-américaine de 1812
Batailles
- Bataille de l'île Mackinac (1812)
- Bataille de Fort Dearborn
- Bataille de Détroit
- Campagne du Niagara
- Bataille du moulin de Lacolle (1812)

- Bataille de Frenchtown
- Combat de la Shannon et de la Chesapeake
- Bataille de York
- Bataille de la rivière Thames
- Guerre Creek
- Bataille de la Châteauguay
- Bataille de la ferme Crysler

- Bataille de l'île Mackinac (1814)
- Incendie de Washington
- Bataille de Prairie du Chien
- Bataille de Baltimore

- Bataille de La Nouvelle-Orléans

La bataille de Craney Island est un affrontement de la guerre anglo-américaine de 1812 qui eut lieu le 22 juin 1813 en Virginie. Elle a été remportée par les Américains. La bataille a sauvé la ville de Norfolk, de l'invasion britannique.

## Contexte
L'amiral George Cockburn a commandé une flotte britannique lors du blocus de la baie de Chesapeake. Au début de 1813, l'amiral Cockburn et John B. Warren avaient prévu d'attaquer le chantier naval Gosport de Portsmouth et de capturer la frégate USS Constellation. Le brigadier-général Robert Barraud Taylor commandait la milice de Virginie dans la région de Norfolk. Taylor a construit à la hâte des défenses autour de Norfolk et de Portsmouth, mais il n'avait pas l'intention de laisser les Britanniques pénétrer plus loin que ces deux villes. Au lieu de cela Taylor a réquisitionné plusieurs navires et a créé une barrière à travers la rivière Elizabeth. Il a ensuite construit des fortifications sur l'île Craney, à l'embouchure de la rivière Elizabeth près de Hampton Roads. En raison de l'immobilisation du Constellation dans la baie de Chesapeake à cause du blocus britannique, l'équipage du navire a été utilisé dans le fort de l'île. En tout, 750 Américains défendaient les fortifications de l'île Craney.

## Bataille
Dans la matinée du 22 juin 1813, un débarquement britannique de 700 marines royaux et de soldats du 102e régiment à pied accompagnés d'étrangers indépendants a débarqué au ruisseau Hoffler près de l'embouchure de la rivière Nansemond à l'ouest de l'île de Craney. Lorsque les Britanniques ont débarqué, les défenseurs ont réalisé qu'ils ne volaient pas sous un drapeau et ont rapidement soulevé un drapeau américain sur les parapets. Les défenseurs ont tiré, et les assaillants ont commencé à se replier, se rendant compte qu'ils ne pouvaient pas traverser l'eau entre le continent et l'île à cause des tirs. Des barges britanniques tenues par des marins, des Royal Marines, et des étrangers indépendants ont ensuite tenté d'attaquer la côte orientale de l'île. Cette partie était défendue par une compagnie d'artillerie légère sous le commandement du capitaine Arthur Emmerson. Emmerson ordonna à ses artilleurs de retenir leur feu jusqu'à ce que les Britanniques soient à portée. Une fois qu'ils ont ouvert le feu, les assaillants britanniques ont été chassés, avec quelques barges détruites, et ils se sont retirés vers les navires.

## Résultats
Les Américains avaient remporté une victoire défensive face à une force beaucoup plus grande. Norfolk et le Gosport Navy Yard ont été épargnés par l'attaque. Ayant échoué dans leur tentative d'attaquer Norfolk, les amiraux Warren et Cockburn se sont déplacés vers le nord pour mener des actions dans la baie de Chesapeake, y compris une tentative d'attaque de St. Michaels en août
Deux jours plus tard, les Britanniques ont traversé les routes de l'île de Hampton Craney pour se venger de Hampton — la ville avait été brûlée et laissée en ruines. La plupart des atrocités ont été commises par des hommes des indépendantes étrangers, anciens prisonniers de guerre français recrutés à partir de pontons britanniques. Alors qu'ils étaient connus pour indiscipline, leurs actions à Hampton ne sont pas totalement sans provocation. Pendant le débarquement, un bateau contenant 17 hommes des compagnies indépendantes s'est retrouvé coincé sur un banc au large des côtes, et les hommes ont été massacrés par les défenseurs américains malgré leurs tentatives de se rendre. Exaspéré par le traitement impitoyable de leurs camarades par les Américains, le reste des compagnies indépendantes a dérapé quand ils ont débarqué. Un officier britannique a enregistré le résultat dans son journal : « Toute l'horreur a été perpétrées en toute impunité — viols, meurtres, pillage — et pas un seul homme n'a été puni. »